# Trinidad a Tobago na Letních olympijských hrách 1948
Trinidad a Tobago na Letních olympijských hrách 1948 v Londýně reprezentovalo pět sportovců (mužů) ve třech sportech.

## Medailisté
| Medaile | Jméno         | Sport    | Disciplína                |
| ------- | ------------- | -------- | ------------------------- |
| Stříbro | Rodney Wilkes | Vzpírání | muži pérová váha do 60 kg |